# Svenska idrottsgalan 2003

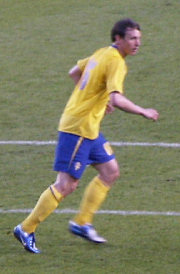
Fotbollsspelaren Kim Källström fick 2003 pris som Årets nykomling 2002.

Svenska idrottsgalan 2003 hölls i Globen den 20 januari 2003. Peter Jihde och Claes Åkeson var programledare.
Priser till Sveriges bästa idrottare under 2002 delades ut i följande kategorier. Årets kvinnliga idrottare, Årets manlige idrottare, Årets lag, Årets ledare, Årets nykomling, Årets prestation och Årets idrottare med funktionshinder. Dessutom delades Jerringpriset, Idrottsakademins hederspris och TV-sportens Sportspegelpris ut.

## Priser
| Pris                                | Prisutdelare | Nominerade | Vinnare                             |                                     |
| ----------------------------------- | ------------ | --- | ----------------------------------- | ----------------------------------- |
| Årets kvinnliga idrottare           |              | Susanne Ljungskog, cykel Kajsa Bergqvist, friidrott Emma Igelström, simning Anja Pärson, alpint                                    | Kajsa Bergqvist, friidrott          |                                     |
| Årets manlige idrottare             |              | Christian Olsson, friidrott Ara Abrahamian, brottning Nicklas Lidström, ishockey Tony Rickardsson, speedway                        | Christian Olsson, friidrott         |                                     |
| Årets lag                           |              | Sveriges herrlandslag i handboll Sveriges damlandslag i ishockey Herrlandslaget i curling Henrik Nilsson & Markus Oscarsson, kanot | Sveriges herrlandslag i handboll    |                                     |
| Årets ledare                        |              | Bengt Johansson, handboll Yannick Tregaro, friidrott Ulf Karlsson, friidrott Leo Mylläri, brottning                                | Ulf Karlsson, friidrott             |                                     |
| Årets nykomling                     |              | Kim Källström, fotboll Clas Björling, triathlon Kim Martin, ishockey Björn Wirdheim, motorsport                                    | Kim Källström, fotboll              |                                     |
| Årets prestation                    |              | Carolina Klüft, friidrott Erik Johansson, modern femkamp Susanne Ljungskog, cykel Richard Richardsson, snowboard                   | Carolina Klüft, friidrott           |                                     |
| Årets idrottare med funktionshinder |              | Anders Grönberg, bågskytte Ronny Persson, skidor Jonas Jacobsson, sportskytte Herrlandslaget i Goalball                            | Herrlandslaget i Goalball           |                                     |
| Jerringpriset                       |              | Vinnare: Carolina Klüft, friidrott                                                                                                 | Vinnare: Carolina Klüft, friidrott  | Vinnare: Carolina Klüft, friidrott  |
| Idrottsakademins hederspris         |              | Vinnare: Lennart Johansson, fotboll                                                                                                | Vinnare: Lennart Johansson, fotboll | Vinnare: Lennart Johansson, fotboll |
| TV-sportens Sportspegelpris         |              | Vinnare: Dialy Mory Diabaté | Vinnare: Dialy Mory Diabaté         | Vinnare: Dialy Mory Diabaté         |

### Fotnoter
1. ↑  ”Svensk mediedatabas”. http://smdb.kb.se/catalog/id/001588171. Läst 16 september 2011.